# 朝天路
朝天路是中國廣州市越秀區的一條南北走向的道路，位於六榕路以南，米市路以北，與中山六路、光塔路交界。長310米，宽10米。

## 名稱歷史
朝天路，最早時為朝天街。得名一說，由於唐宋時期，此處屬於廣州的蕃坊，有大量阿拉伯人聚居，而朝天來自於穆斯林用語朝天房（即朝覲）。而在朝天街一端，曾設有古城門朝天門。按《永樂大典》“廣州府南海縣之圖”所示，明初南海、番禺分界在新店街、米市街、朝天街，北道就日門（即朝天門），可見明朝甚至更早以來，朝天路一線曾是南海縣與番禺縣之分界。1934年，政府擴展朝天街，成朝天路。文化大革命時期，曾與米市路合併命名為“朝陽南路”，後復名朝天路。

## 兩旁的主要建築物／機構
由北至南排列
- 朝天小學
- 越秀區紅十字會醫院
- 陶街電子電器街
- 艷芳照相館
- 廣東省工商業聯合會

## 公共交通
- 广州地铁1号线2号线 公園前站

均在鄰近朝天路位置設有出口。